# Aeromonas
Aeromonas ist eine Gattung innerhalb der gramnegativen Gammaproteobakterien. Aeromonas wurde früher zu der Familie der Vibrionaceae gestellt. Die Arten können in zwei Gruppen gegliedert werden: Die mesophile und die psychrophile (kälteliebende) Gruppe. Die mesophilen Arten (z. B. der ubiquitär vorkommende Wasserkeim Aeromonas hydrophila) sind meist polar begeißelt und beweglich (motil), die kälteliebenden (z. B. Aeromonas salmonicida) besitzen in der Regel keine Geißeln und sind somit nicht beweglich. Alle Arten können auch ohne Sauerstoff leben, sie sind fakultativ anaerob.

## Eigenschaften
Der Oxidase-Test fällt positiv aus, das Enzym Cytochrom c Oxidase ist bei allen Arten auffindbar, ebenso der Katalase-Test ist positiv. Aeromonas findet man im Süß- und Brackwasser. Die Arten können Zucker (z. B. Glucose) für den Stoffwechsel nutzen, dabei bilden sie im Allgemeinen Säure. Auch Stärke wird unter Säurebildung abgebaut. Teilweise, z. B. bei Aeromonas hydrophila, findet unter Gasbildung die 2,3-Butandiolgärung statt.
Einige Arten zählen zu den Verderbniserregern bei Lebensmitteln (insbesondere bei Kühlhausware).

## Aeromonasals Krankheitserreger
Zur Gattung Aeromonas gehören einige Krankheitserreger für Menschen und verschiedene Tierarten, wie Fische und Frösche. Für den Menschen sind u. a. Aeromonas hydrophila, Aeromonas caviae und Aeromonas veronii biovar sobria von Bedeutung. Oberflächenwasser, das mit Aeromonas kontaminiert ist, oder Lebensmittel, die mit solchem Wasser in Berührung kommen, sind Ausgangspunkt für Erkrankungen. Zudem sind Aeromonas-Arten gefürchtete „Krankenhauserreger“ (Hospitalinfektionen über Apparaturen und Spülflüssigkeiten). Verschiedene Arten sind Auslöser von Wundinfektionen und können Blutvergiftungen (Sepsis) auslösen. Aeromonas hydrophila wird als Erreger von Gastroenteritis (Magen-Darm-Grippe) und Durchfallerkrankungen (Diarrhöe), Infektionen von Haut und Weichteilgewebe sowie Osteomyelitis angesehen. Dieses Thema stand allerdings 2006 noch unter Diskussion. Einige Autoren sind der Meinung, dass wahrscheinlich nur wenige Stämme von Aeromonas humanpathogen sind (vergleichbar mit Escherichia coli). Zumindest wurde die häufig β-Lactamase-positive Art Aeromonas hydrophila vom Stuhlgang an Diarrhöe erkrankten Patienten wie auch von völlig gesunden Menschen isoliert.
Behandelt werden kann eine Infektion durch Aeromonas hydrophile mit Antibiotika wie Cefotaxim, Ceftriaxon, Ciprofloxacin und Levofloxacin, alternativ auch mit Imipenem, Meropenem oder Cotrimoxazol.
Aeromonas kann seuchenartige Erkrankungen, wie z. B. die Fleckenseuche der Süsswasserfische, hervorrufen. Aeromonas salmonicida, zuerst als Bacterium salmonicida Ende des 19. Jahrhunderts beschrieben, ist pathogen für Fische und der Auslöser der Furunkulose verschiedener Forellenfische. Des Weiteren sind einige Arten Erreger der Aalrotseuche bei Flussaalen. Die nicht pathogene Art Aeromonas encheleia wurde ebenfalls von Aalen isoliert und entsprechend benannt. Diese Art besitzt Geißeln und ist mesophil. Auch Aeromonas hydrophila kann Krankheiten bei Fischen hervorrufen und ist auch als Krankheitserreger bei Fröschen bekannt, speziell in Froschfarmen zur Lebensmittelproduktion, wo er das gefürchtete „Red Legs Syndrome“ verursachen kann.

## Systematik
Eine Auswahl der zu der Gattung Aeromonas zugeordneten Arten:
- Aeromonas allosaccharophila Martinez-Murcia et al. 1992
- Aeromonas bestiarum Ali et al., 1996
- Aeromonas bivalvium Minana-Galbis et al. 2007
- Aeromonas enteropelogenes Schubert et al. 1991
- Aeromonas eucrenophila Schubert and Hegazi 1988
- Aeromonas hydrophila (Chester 1901) Stanier 1943}
  - Aeromonas hydrophila subsp. hydrophila (Chester 1901) Stanier 1943
  - Aeromonas hydrophila subsp. ranae Huys et al. 2003
- Aeromonas media Allen et al. 1983
- Aeromonas popoffii Huys et al. 1997
- Aeromonas salmonicida (Lehmann and Neumann 1896) Griffin et al. 1953
  - Aeromonas salmonicida subsp. achromogenes (Smith 1963) Schubert 1967
  - Aeromonas salmonicida subsp. salmonicida (Lehmann and Neumann 1896) Griffin et al. 1953
- Aeromonas schubertii Hickman-Brenner et al. 1989
- Aeromonas sobria Popoff and Vron 1981